# Mastaba de Ti
Pour les articles homonymes, voir Ti et Ty.

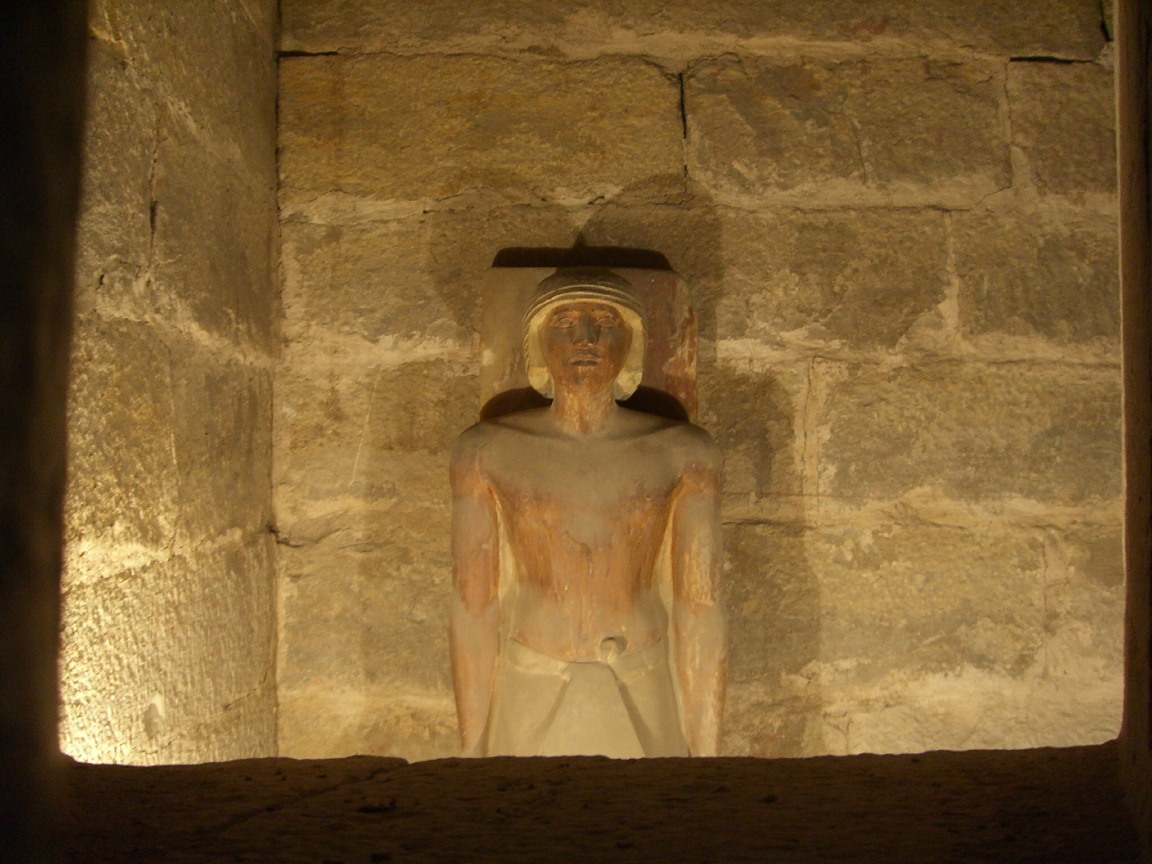
statue de Ti, dans le serdab de son mastaba.

Le mastaba de Ti est l'un des plus riches du site archéologique de Saqqarah, découvert en 1860 par Auguste Mariette.
Ti ou Ty, haut fonctionnaire de la cour sous la Ve dynastie, vécut sous les règnes de plusieurs rois, dont le dernier fut Niouserrê, à la fin du XXVe siècle, début du XXIVe siècle avant notre ère. Il occupait la fonction de Directeur des coiffeurs de la Grande Maison, ce qui faisait de lui un proche du souverain. Son mastaba, à Saqqarah, a été découvert en 1860 par Auguste Mariette. C’est l’un des plus riches de ce site archéologique.

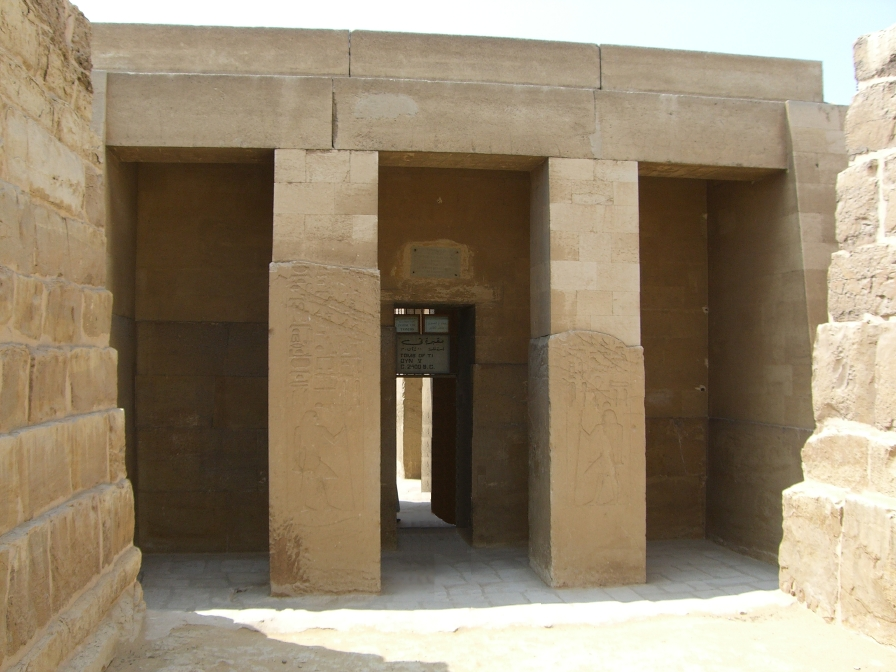
Entrée du mastaba
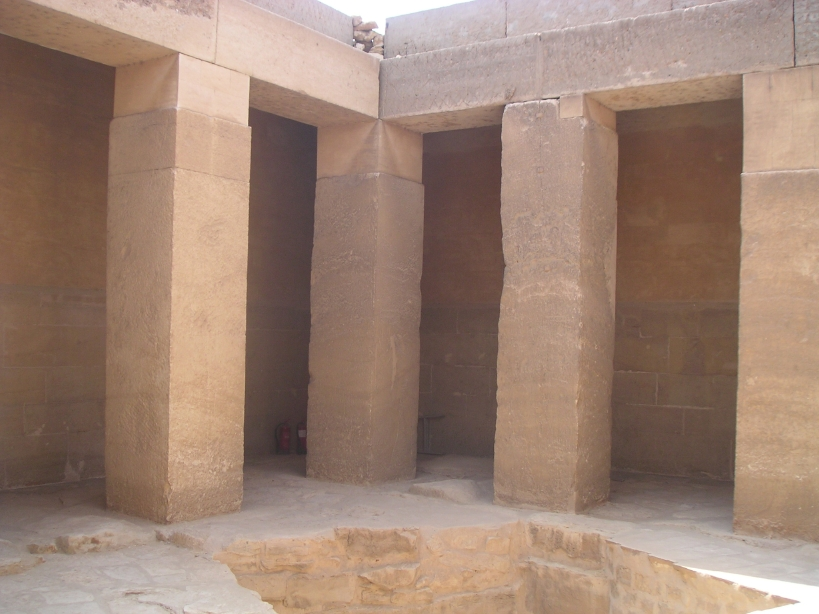
Cour du mastaba
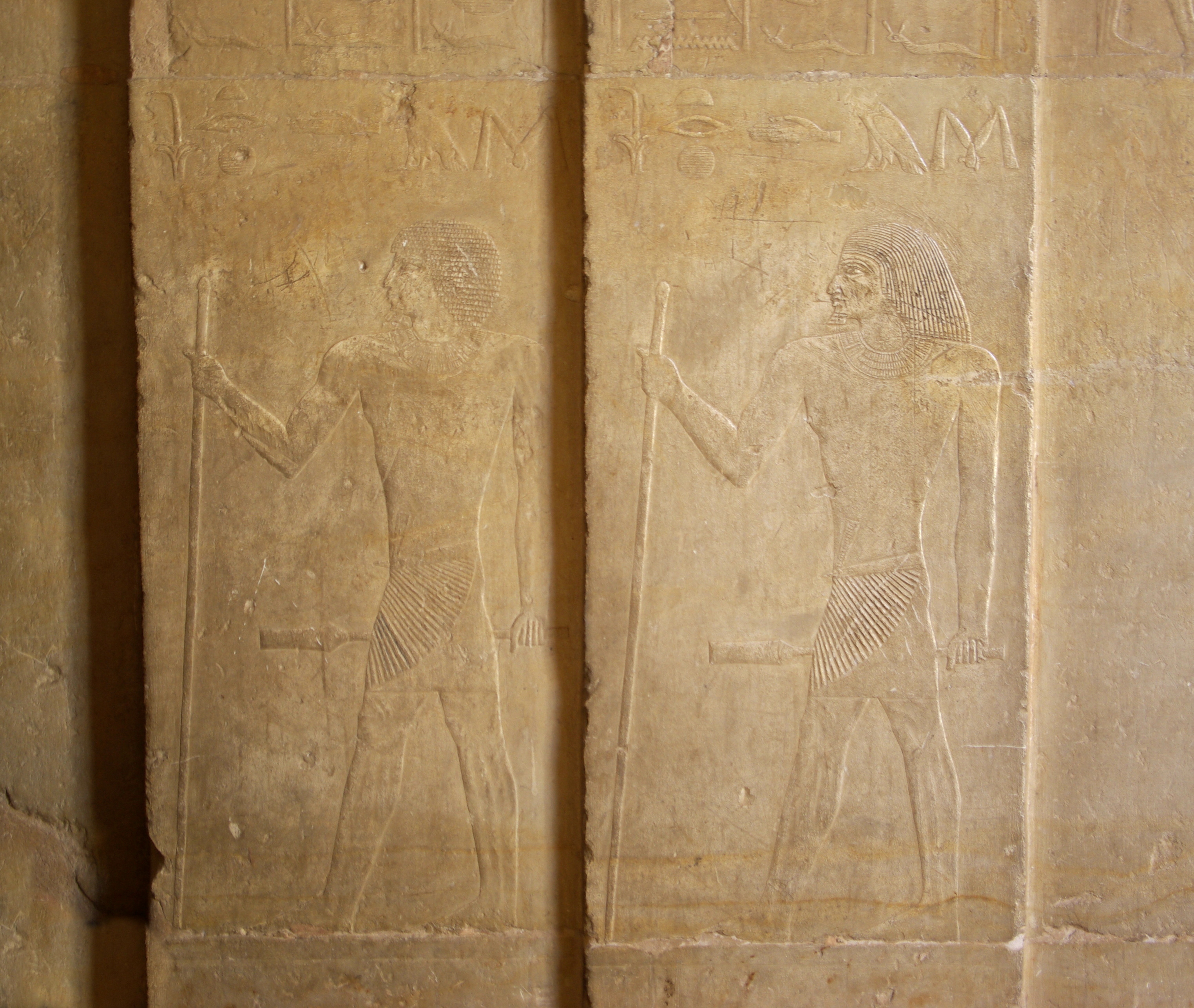
Relief
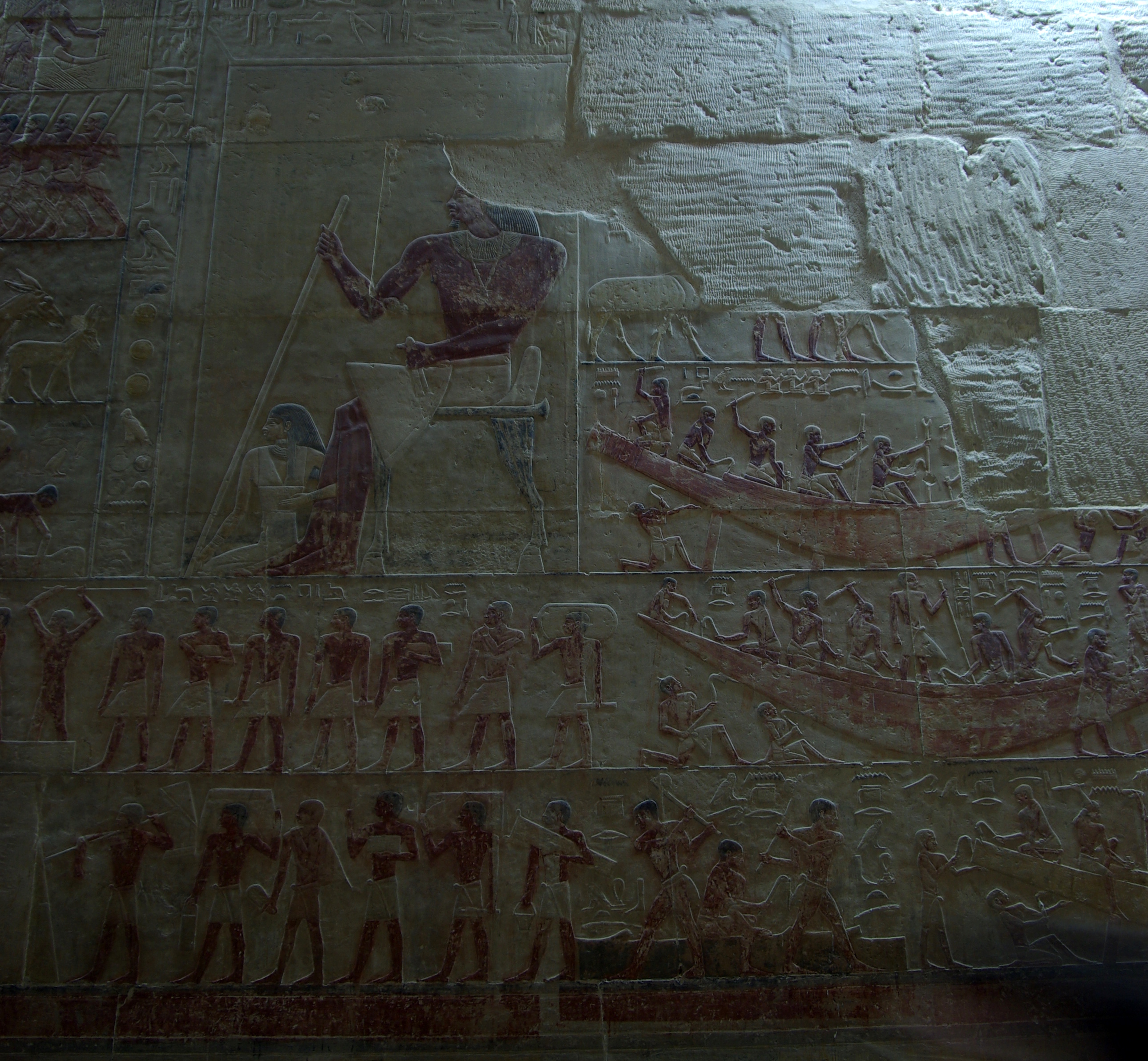
Relief
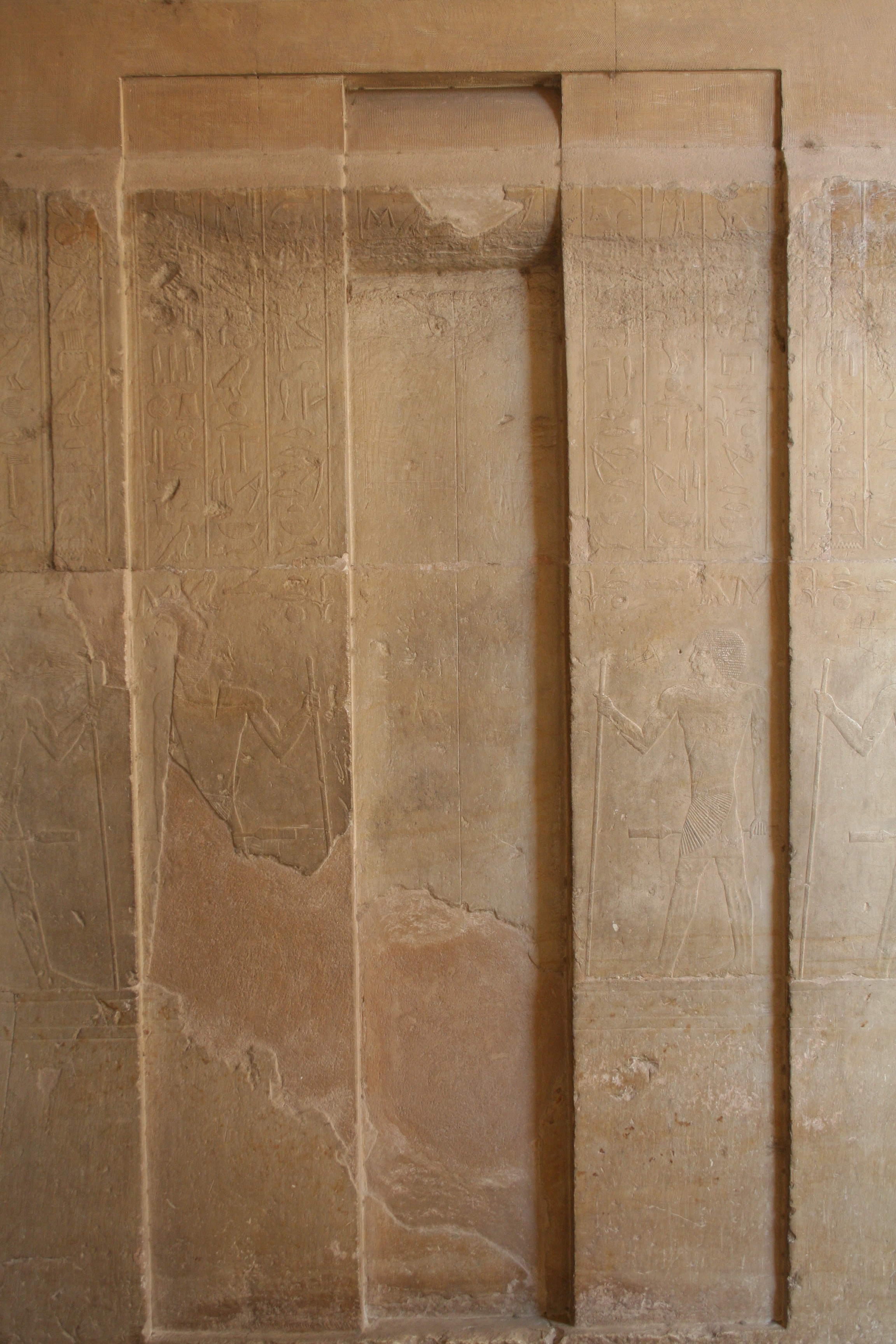
Fausse porte
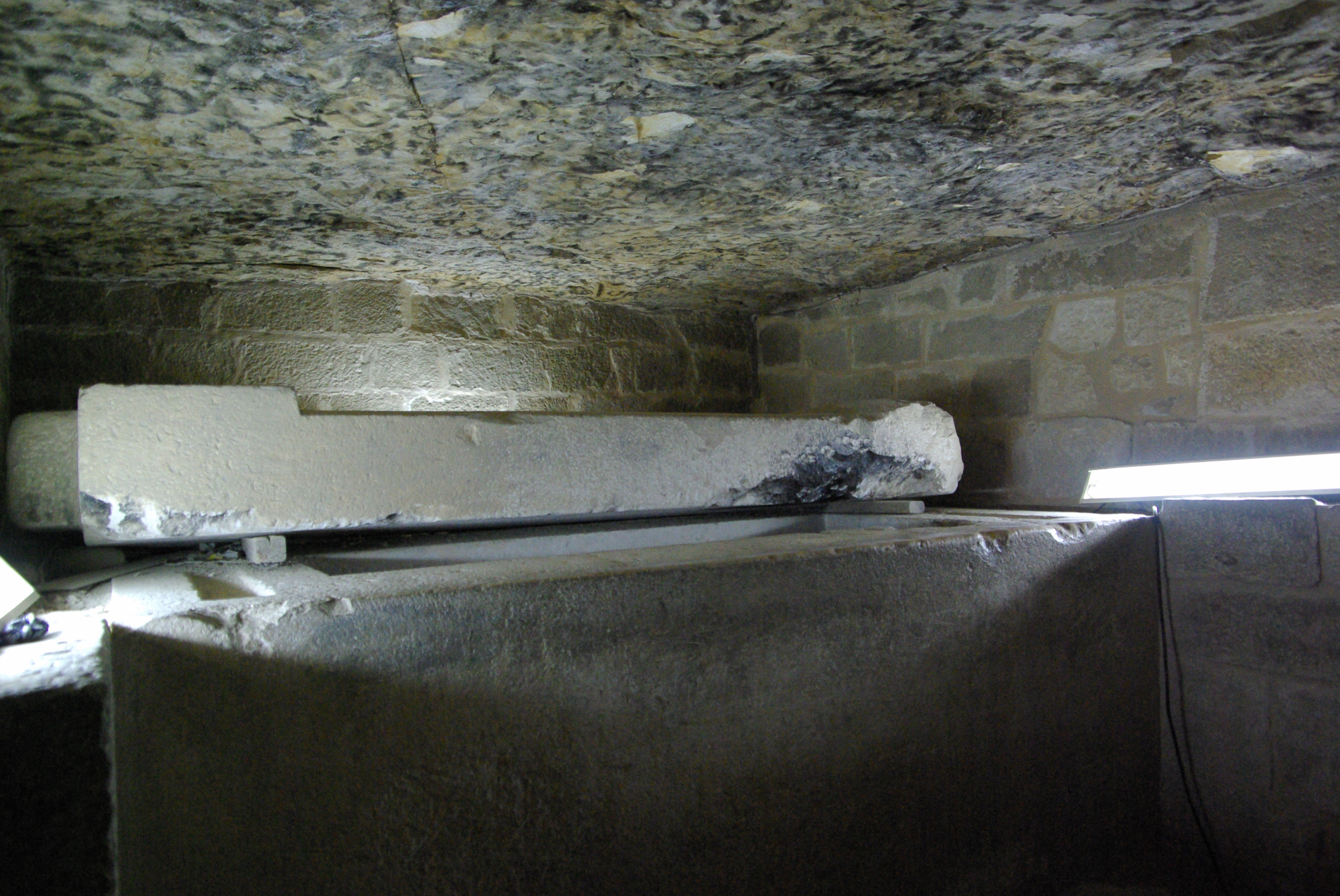
Chambre sépulcrale avec sarcophage
Plan du mastaba